# Crinia pseudinsignifera
Crinia pseudinsignifera (tên tiếng Anh: False miền tây Froglet) là một loài ếch trong họ Myobatrachidae. Chúng là loài đặc hữu của Úc.
Các môi trường sống tự nhiên của chúng là các khu rừng ôn hòa, sông, sông có nước theo mùa, đất ngập nước với cây bụi là chủ yếu, đầm nước, hồ nước ngọt, hồ nước ngọt có nước theo mùa, đầm nước ngọt, đầm nước ngọt có nước theo mùa, suối nước ngọt, vùng nhiều đá, đất canh tác, vùng đồng cỏ, các đồn điền, khu vực trữ nước, ao, hố lộ thiên, khu vực xử lý nước thải, đất nông nghiệp có lụt theo mùa, và kênh đào và mương rãnh. Loài này đang bị đe dọa do mất môi trường sống.